# Episodi di Soul Food (quarta stagione)
La quarta stagione della serie televisiva Soul Food è stata trasmessa in anteprima negli Stati Uniti d'America da Showtime tra il 9 aprile 2003 e l'11 giugno 2003.
| nº | Titolo originale     | Titolo italiano | Prima TV USA   | Prima TV Italia |
| -- | -------------------- | --------------- | -------------- | --------------- |
| 1  | All Together Alone   | inedito         | 9 aprile 2003  | inedito         |
| 2  | Life 101             | inedito         | 16 aprile 2003 | inedito         |
| 3  | The New Math         | inedito         | 23 aprile 2003 | inedito         |
| 4  | Truth's Consequences | inedito         | 30 aprile 2003 | inedito         |
| 5  | Shades of Grey       | inedito         | 7 maggio 2003  | inedito         |
| 6  | My Brother's Keeper  | inedito         | 14 maggio 2003 | inedito         |
| 7  | Attracting Opposites | inedito         | 21 maggio 2003 | inedito         |
| 8  | Sacrifice Fly        | inedito         | 28 maggio 2003 | inedito         |
| 9  | Nobody's Child       | inedito         | 9 giugno 2003  | inedito         |
| 10 | Falling from Grace   | inedito         | 11 giugno 2003 | inedito         |